# Staantribune

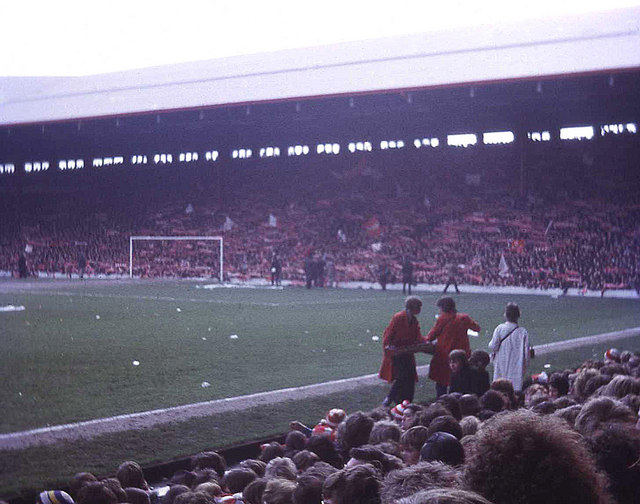
"The Kop" in het Anfieldstadion anno 1974

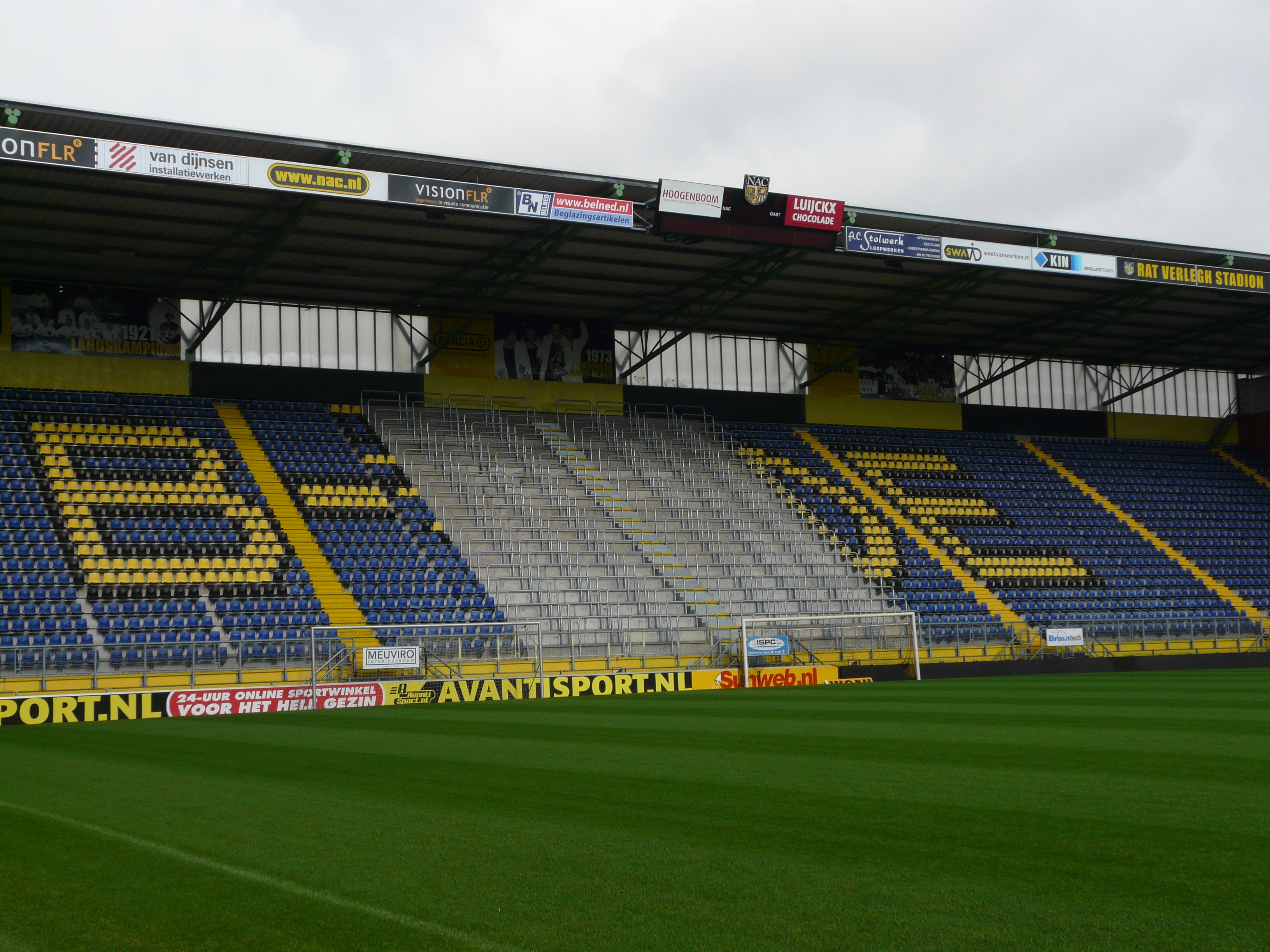
Rat Verlegh Stadion te Breda

Een staantribune of statribune is een tribune in een voetbalstadion met uitsluitend staanplaatsen. Bekende staantribunes in Nederland waren Vak S in De Kuip en Vak F (thuishonk van de F-Side) in De Meer (waar de bijnaam van de harde kern van respectievelijk de Feyenoord en Ajax-supporters vandaan komt).
Na de Hillsboroughramp in 1989 in het Verenigd Koninkrijk werden vrijwel alle staantribunes in de Europese voetbalstadions omgebouwd tot zittribunes. In sommige Nederlandse stadions zijn staantribunes weer beschikbaar. Dit is dan wel in de vorm van 'safe standing' zodat er geen kans is op overcrowding en dus verpletting. Voorbeelden van de nieuwere staantribunes in Nederland zijn de Johan Cruijff ArenA, Philips Stadion, Stadion Feijenoord, Abe Lenstra Stadion, Goffertstadion, De Adelaarshorst en het Rat Verlegh Stadion.